# Švédsko na Letních olympijských hrách 2000
Švédsko na Letních olympijských hrách 2000 v Sydney reprezentovalo 150 sportovců, z toho 98 mužů a 52 žen. Nejmladším účastníkem byla Mattias Eriksson (18 let, 304 dní), nejstarší pak Mats Johansson (44 let, 29 dní) . Reprezentanti vybojovali 12 medailí z toho 4 zlaté, 5 stříbrných a 3 bronzové.

## Medailisté
| Medaile | Jméno | Sport             | Disciplína                                     |
| ------- | --- | ----------------- | ---------------------------------------------- |
| Zlato   | Jonas Edman | Sportovní střelba | Muži 50 metrů libovolná malorážka 60 ran vleže |
| Zlato   | Pia Hansen | Sportovní střelba | Ženy double trap                               |
| Zlato   | Lars Frölander | Plavání           | Muži 100 m motýlek                             |
| Zlato   | Mikael Ljungberg | Zápas             | Muži řecko-římský do 97 kg                     |
| Stříbro | Henrik Nilsson, Markus Oscarsson | Kanoistika        | Muži K-2 1000 m                                |
| Stříbro | Magnus Wislander Tomas Svensson Pierre Thorsson Ljubomir Vranjes Staffan Olsson Johan Pettersson Tomas Sivertsson Andreas Larsson Ola Lindgren Stefan Lövgren Martin Frändesjö Mathias Franzén Peter Gentzel Magnus Andersson Mattias Andersson Martin Boquist | Házená            | Turnaj mužů                                    |
| Stříbro | Therese Alshammarová | Plavání           | Ženy 50 m volný styl                           |
| Stříbro | Therese Alshammarová | Plavání           | Ženy 100 m volný styl                          |
| Stříbro | Jan-Ove Waldner | Stolní tenis      | Muži dvouhra                                   |
| Bronz   | Kajsa Bergqvistová | Atletika          | Ženy skok do výšky                             |
| Bronz   | Therese Alshammarová Johanna Sjöberg Louise Jöhncke Anna-Karin Kammerling | Plavání           | Ženy štafeta 4 × 100 m volný styl              |
| Bronz   | Fredrik Lööf | Jachting          | Muži třída Finn                                |